# Koháry Ferenc József

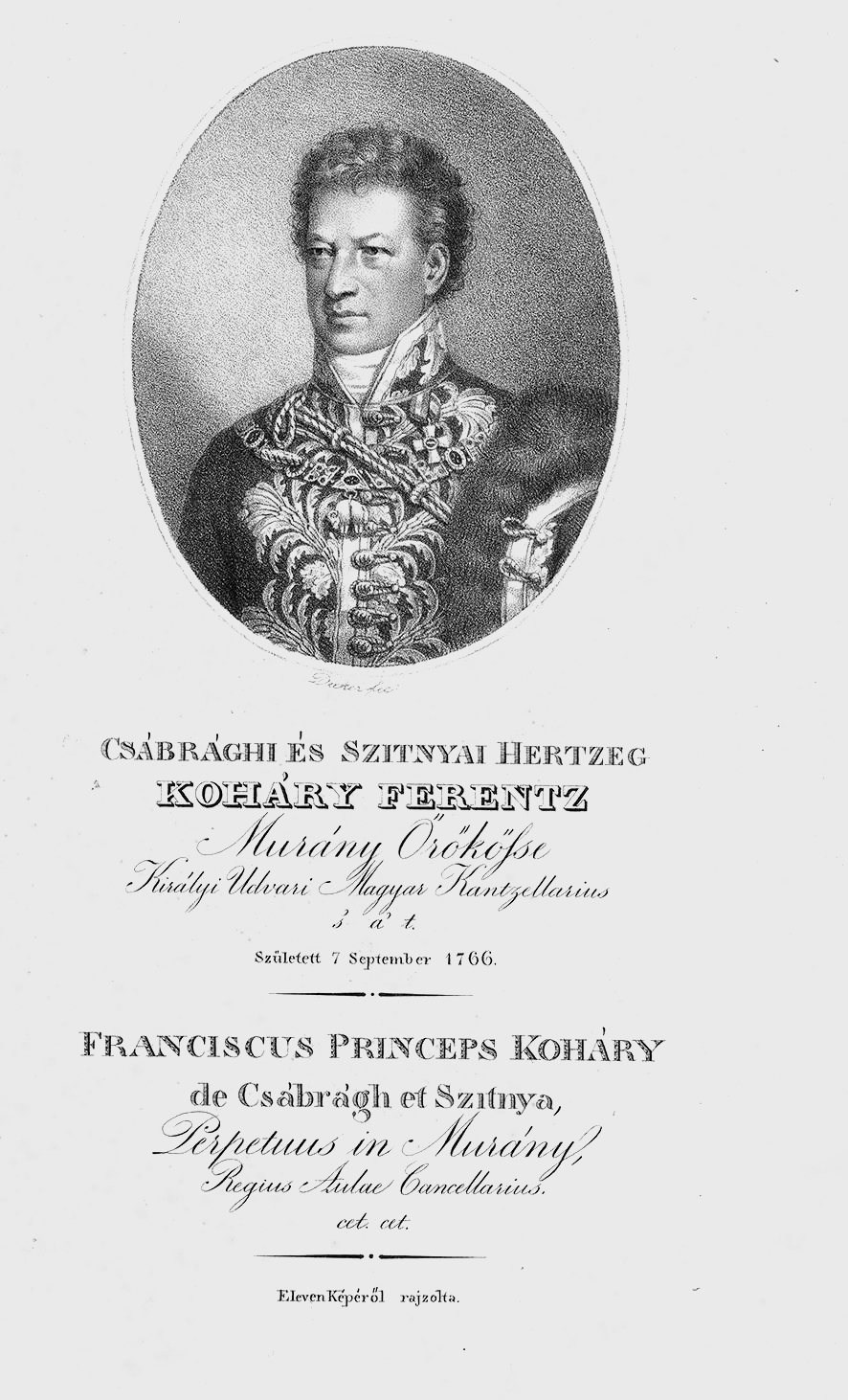
Csábrághi és Szitnyai Hertzeg Koháry Ferentz Murány Örököse ; Királyi Udvari Magyar Kantzellerius (1806)

Herceg csábrági és szitnyai Koháry Ferenc József (Bécs, 1767. szeptember 4. – Oroszvár, 1826. június 27.) magyar királyi kamarás, titkos tanácsos, aranygyapjas vitéz, főpohárnok, kancellár, Hont vármegye örökös főispánja.

## Élete
Koháry Ignác József gróf és Cavriani di Imena Mária Gabriella (1736–1803) birodalmi grófnő, egyetlen fiúgyermeke 1767. szeptember 4-én született. 1787-ben az Erdélyi Udvari Kancellária tagja lett. 1789-ben udvari titkárrá lépett elő. 1793-ban vette át Hont vármegye örökös főispáni tisztségét. 1798-ban belső titkos tanácsos lett, 1801-ben az udvari kamara alelnöke, majd O’Donnel pénzügyminiszter (1756–1810) halála után a kamara elnöke lett.
1811-ben alkancellárrá nevezték ki. 1814-ben a napóleoni háborúk alatt véghez vitt szolgálataiért az Arany Polgári Érdemkereszttel tüntették ki. Még abban az évben főpohárnokmesterré nevezték ki. 1815. november 15-én megkapta az osztrák birodalmi hercegi (Reichsfürst) rangot. 1817-ben az Aranygyapjas rend lovagjává avatták. 1820-ban I. Ferenc király kinevezte udvari kancellárrá. Megkapta a Szent István-rend nagykeresztjét, és a rend kancellárjának tisztségét. Királyi udvari kancellárként ellenállt a Metternich államkancellár által követelt újoncozásnak. Az 1825-ös országgyűlésre követte az udvart, ahol ünnepélyes köszöntővel fogadta Ferenc császárt. A diéta alatt szívesen töltötte idejét Oroszváron barátjánál, gróf Zichy Károly kamarai elnöknél. Itt tartózkodott 1826. június 26-án is, amikor este 9-kor váratlanul elhalálozott.

## Családja
1792 telén Bécsben feleségül vette Mária Antónia von Waldstein zu Wartenberg grófnőt (1771–1854), akinek a szülei gróf Georg Christian von Waldstein-Wartenberg (1743–1791), és gróf Elisabeth von Ulfeldt (1747–1791) voltak. Koháry Ferenc József herceg és gróf Mária Antónia Waldstein zu Wartenberg frigyéből két gyermek született:
- Koháry Ferenc (1792. december 21. – 1795. április 19.), kisgyermekként meghalt.
- Mária Antónia Gabriella (1797–1862), aki a Szász–Coburg–Gothai-házból való Ferdinand Georg August von Sachsen–Coburg–Gotha herceghez (1785–1851) ment feleségül.

Egyetlen fiának halála után leánya, Mária Antónia grófnő lett a grófi (1815-től hercegi) cím és vagyon örököse (Erbprinzessin).